# 死罪 (律令法)
死罪（しざい）とは、律令法の五刑（五罪）の一つ。最も重い刑罰で受刑者の生命を奪う生命刑である。日本の大宝律令・養老律令では、単に「死」と記されている。別名として大辟罪（だいへきざい）・死刑（しけい）とも呼ばれる。今日の死刑という呼称もここに由来している。

## 古代
古代の日本においては「ころすつみ」・「しぬるつみ」という言葉が存在する。これは今日の殺人罪ではなく、死をもって以外に浄化出来ない行いを指していると考えられている。中国の正史である『隋書』倭国伝には、殺人・強盗・強姦は全て死（罪）に処せられたことが記され、また『日本書紀』にも斬（斬首刑）・絞（絞首刑）・焚（焚刑）の3種が存在していた事が記されている。

## 律令
律令体制下で現在の刑法と刑事訴訟法に相当するのが「律」であり、養老律令の「賊盗律」では笞・杖・徒・流・死の五刑が定められている。最高刑である死罪は、絞・斬の2つの方法が取られ、斬の方がより重罪者に適用された。これは中国において首と胴体を切り離せば肉体は決して復活する事はないと考えられていた事や絞の方が死に至るまで時間がかかるため、その間に恩赦が出される可能性がある（『法曹至要抄』）と考えられたからであるという。また、自首した者は減刑もしくは免罪されていた。
絞は受刑者を棒に縛りつけて2本の綱で首を挟みこれを左右逆方向に刑吏が縛り上げる事で窒息死させ、斬は刀をもって首を切り落とした。死罪の執行は市で行って公衆に公開し、刑部省の他に弾正台・衛府の官人が立会い、万一これらの立会人が受刑者の量刑に疑義を挟んだ場合には一旦中断して天皇への奏聞を行って判断を仰いだ。また、当時は処刑された人間の怨念が人々や農作物などに祟る事を恐れて、冬（秋分以後立春以前）に執行される事が定められており、大祀斎日のある日なども避けられた。
ただし、皇親と五位以上の貴族については刑部省官人の立会いのもと自宅での自尽を許し、婦人と七位以上の処刑は公開されない決まりとなっていた。また、奴婢が主人を殺そうとした場合には未遂であっても死罪になる一方で、主人が奴婢を殺害した場合には笞または杖の処罰ですまされるなど、身分差別が存在していた。

## 死罪の停止
772年の格により、放火犯と盗賊に対しては新たに格殺（撲殺）が導入されたが、後者に関しては818年に他の窃盗・強盗とともに死罪が廃止された。
聖武天皇の治世であった725年、仏教を信じる天皇の意向で死罪の囚人を悉く流罪にしたのをはじめとして、死罪は五戒の「不殺生戒」の教えに反するとする考えが広がり、また儒教の徳治主義の考えとも相まって、810年の薬子の変で藤原仲成が処刑された（これについては、律令法に基づく死罪ではなく、嵯峨天皇による「私刑」とする見方もある）のを最後に死罪の判決が出されても必ず朝廷が流罪（遠流）に減刑するという慣習法が確立して（これが名実共に確立されたのは内大臣による太上天皇への襲撃事件にもかかわらず、首謀者である藤原伊周の処刑が行われなかった996年の長徳の変であったとする見方もある）、以後平治の乱における藤原信頼らの処刑まで、中央の貴族社会のみにおいては死罪が停止された（→日本における死刑の歴史）。